# 斯萊特 (堪薩斯州)
斯萊特（英語：Slate）是位於美國堪薩斯州魯克斯縣的一個鬼鎮。

## 歷史
斯萊特的郵政局於1880年設立，直到1903年結束營運。 該地於1910年時有36人。

## 地理
斯萊特所處的海拔為高於海平面662米（即2172英呎），而該地所採用的時區為UTC-6，即北美中部時區（CST）。同時該地設有夏令時間，為UTC-6調快一小時，即UTC-5（CDT）。